# Żarkowo
Żarkowo (kaszb. Żôrkòwò lub też Żarkòwò, niem. Sorkow) – wieś sołecka w Polsce położona w województwie pomorskim, w powiecie słupskim, w gminie Dębnica Kaszubska. W latach 1975–1998 miejscowość administracyjnie należała do województwa słupskiego.

## Geografia

### Położenie
Wieś położona jest w północno-zachodniej części województwa pomorskiego, w południowo-wschodniej powiatu słupskiego i północnej gminy Dębnica Kaszubska. Przez wieś przepływa rzeka Graniczna, będąca prawobrzeżnym dopływem Skotawy.
Wieś Żarkowo według regionalizacji fizycznogeograficznej Jerzego Kondrackiego leży na obszarze megaregionu Pozaalpejska Europa Środkowa, prowincji Nizina Środkowoeuropejska, podprowincji Pojezierza Południowobałtyckie, makroregionu Pojezierze Zachodniopomorskie, mezoregionu Wysoczyzna Polanowska.

### Struktura powierzchni gruntów
Struktura powierzchni gruntów w obrębie sołectwa Żarkowo:
| Wyszczególnienie                             | Powierzchnia [ha] | Udział % w ogólnej powierzchni obrębu |
| -------------------------------------------- | ----------------- | ------------------------------------- |
| Grunty zabudowane i zurbanizowane            | 3,46              | 2,24                                  |
| Grunty leśne oraz zadrzewione i zakrzaczone  | 0,45              | 0,29                                  |
| Łąki i pastwiska trwałe                      | 35,66             | 22,98                                 |
| Grunty orne                                  | 105,59            | 68,00                                 |
| Sady                                         | 1,21              | 0,78                                  |
| Nieużytki                                    | 1,5               | 0,97                                  |
| Drogi                                        | 5,99              | 3,84                                  |
| Rowy                                         | 0,72              | 0,48                                  |
| Grunty pod wodami powierzchniowymi płynącymi | 0,42              | 0,29                                  |
| Grunty pod wodami powierzchniowymi stojącymi | –                 | –                                     |
| Użytek ekologiczny                           | –                 | –                                     |
| Razem                                        | 155,27            | 100,00                                |

## Administracja

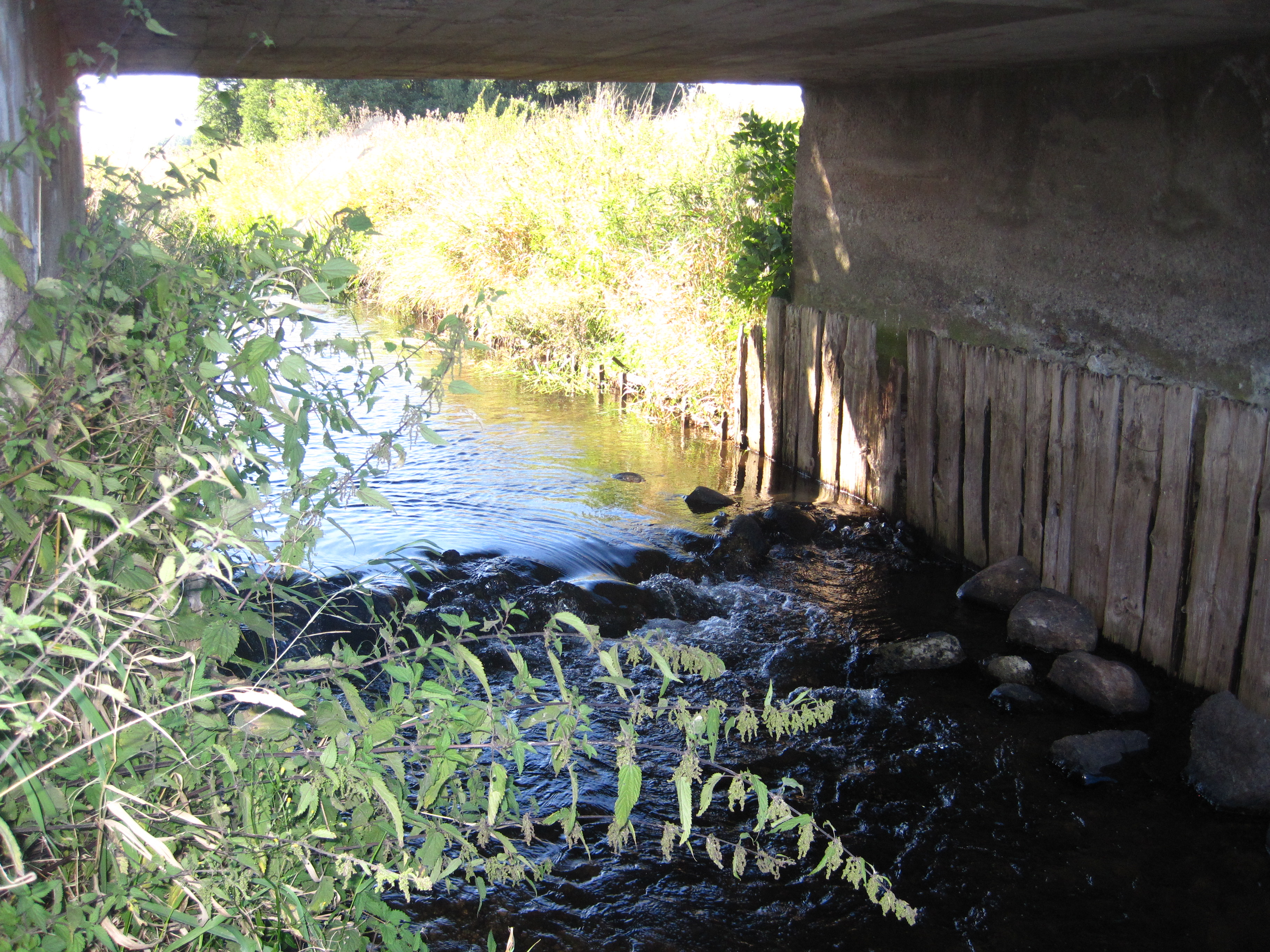
Rzeka Graniczna w miejscowości Żarkowo

Żarkowo należy administracyjnie do gminy Dębnica Kaszubska, w powiecie słupskim, w województwie pomorskim. Miejscowość stanowi samodzielne sołectwo. Samorząd Mieszkańców Wsi Sołectwa Żarkowo działa na podstawie następujących przepisów prawnych:
- Ustawy z dnia 8 marca 1990 roku o samorządzie gminnym,
- Uchwały Nr XIII/64/2003 z dnia 30 października 2003 roku w sprawie uchwalenia Statutu Gminy Dębnica Kaszubska,
- Załącznika do Uchwały Nr XV/107/2012 Rady Gminy Dębnica Kaszubska z dnia 29 lutego 2012 r.

W wyborach do Rady Gminy Dębnica Kaszubska sołectwo Żarkowo należy do okręgu wyborczego nr 10, któremu przysługuje 1 mandat. Okręg ten współtworzą również sołectwa: Dobieszewo (z miejscowościami Dobieszewo, Dobieszewko, Leśnia), Łabiszewo (z miejscowościami Łabiszewo i Boguszyce) i Podole Małe.

## Demografia
Według danych Urzędu Gminy w Dębnicy Kaszubskiej na dzień 15 stycznia 2009 roku struktura wiekowa ludności w miejscowości Żarkowo przedstawiała się następująco:
| Wiek    | 0-3  | 4-6  | 7-12  | 13-15 | 16-19 | 20-25 | 26-40 | 40-60 | 61 i więcej | Suma |
| Razem   | 2    | 1    | 7     | 0     | 1     | 10    | 13    | 15    | 4           | 53   |
| Razem % | 3,77 | 1,89 | 13,20 | 0,00  | 1,89  | 18,87 | 24,53 | 28,30 | 7,55        | 100  |

## Oświata

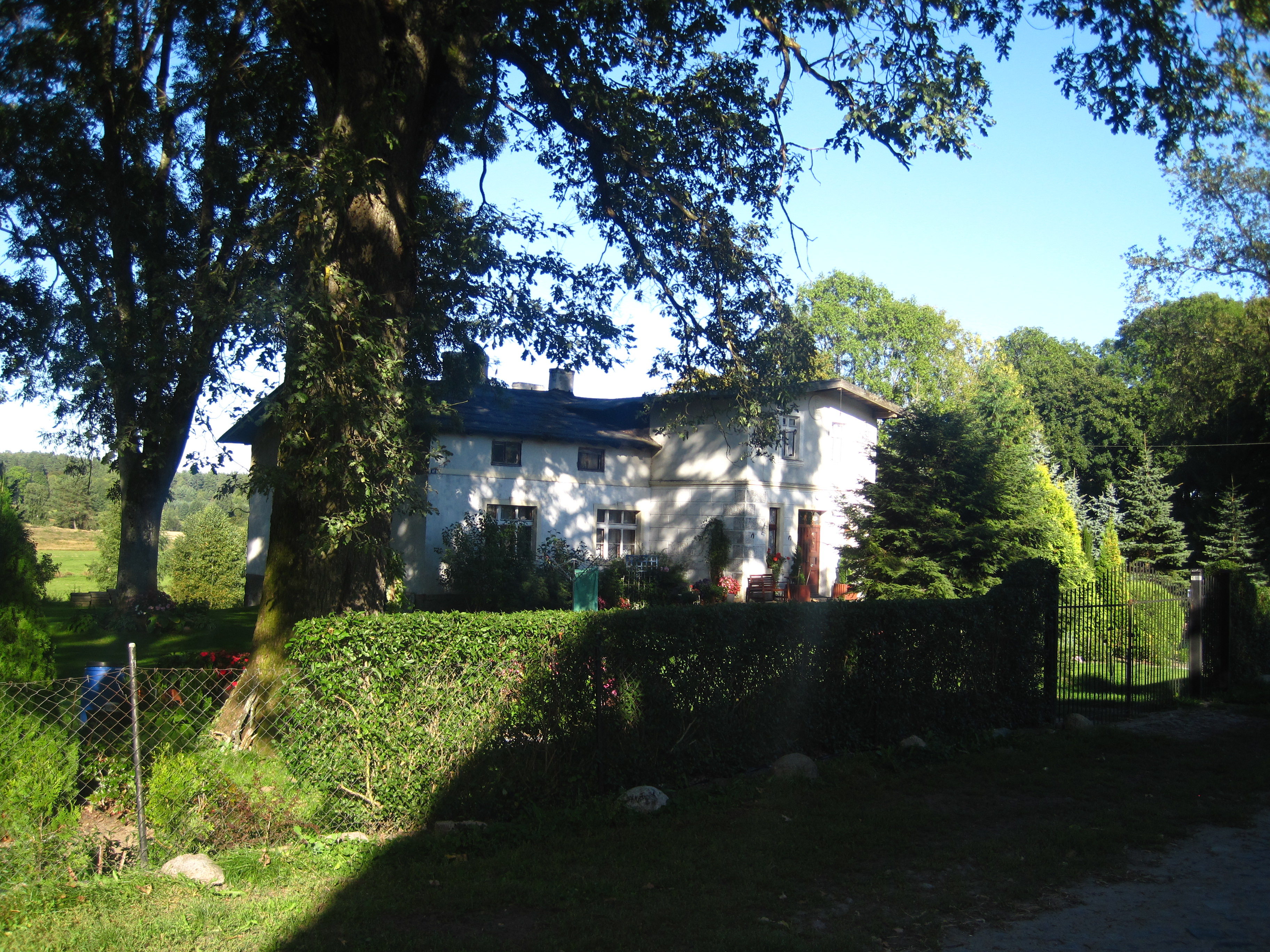
Dworek szachulcowy w Żarkowie z 1898 roku

Edukację na poziomie przedszkolnym i podstawowym dzieci odbywają w Szkole Podstawowej im. Adama Mickiewicza w Gogolewie. Na etapie edukacji gimnazjalnej młodzież uczęszcza do Gimnazjum im. Czesława Miłosza w Dębnicy Kaszubskiej. Edukację ponadgimnazjalną realizować można w Słupsku, gdzie zlokalizowane są wszelkie rodzaje szkół ponadgimnazjalnych. Osoby dorosłe, oprócz kształcenia ponadgimnazjalnego w Słupsku, mają możliwość nauki w Publicznym Uzupełniającym Liceum Ogólnokształcącym w Dębnicy Kaszubskiej.
Do 2003 roku uczniowie z Żarkowa odbywali edukację podstawową nie w Gogolewie, lecz w Dobieszewie. Dzieci uczęszczające do klas w przedziale 0 – 3 realizowały naukę w filii w Borzęcinie, potem kontynuowały ją w szkole w Dobieszewie w klasach 4 – 6. Placówkę zlikwidowano z powodu niewielkiej ilości uczniów i braku funduszy na zapewnienie jej funkcjonowania w gminnym budżecie.
Przed drugą wojną światową dzieci pobierały nauki w szkole w Podolu Małym. Jej otwarcie miało miejsce dnia 1 października 1932 roku.

## Nazwa
Nazwa miejscowości ma pochodzenie słowiańskie i charakter dzierżawczy. Powstała przez dodanie do nazwy osobowej Żar(e)k formantu -owo. Niemiecka nazwa Sorkow jest adaptacją fonetyczną pierwotnej nazwy słowiańskiej.
Rada Języka Kaszubskiego proponuje kaszubską formę nazwy Żarkòwò.

## Zabytki i archeologia
Wykaz obiektów znajdujących się w Gminnej Ewidencji Zabytków:
- Dworek szachulcowy z 1898 roku.

Wykaz stanowisk archeologicznych podlegających pod obszar wsi Żarkowo:
| charakter obiektu                                                        | obszar archeologiczny |
| ------------------------------------------------------------------------ | --------------------- |
| osada średniowieczna                                                     | AZP 11-32/46          |
| kultura pomorska, osada późnośredniowieczna                              | AZP 11-32/47          |
| kultura łużycka                                                          | AZP 11-32/48          |
| nieokreślone                                                             | AZP 11-32/49          |
| kultura pomorska, osada wczesnośredniowieczna, osada późnośredniowieczna | AZP 11-32/50          |
| kultura łużycka, osada średniowieczna                                    | AZP 11-32/51          |
| neolit                                                                   | AZP 11-32/52          |
| kultura łużycka                                                          | AZP 11-32/53          |
| kultura łużycka                                                          | AZP 11-32/58          |
| kultura łużycko-pomorska, osada wczesnośredniowieczna                    | AZP 12-30/1           |

## Cmentarz ewangelicki
W Żarkowie, na południowy wschód od zabudowań wsi, znajduje się nieczynny, niewielki cmentarz przedwojennych mieszkańców wsi. Został założony na skraju lasu, nazywanego Lasem Żarkowskim, na planie kwadratu. Pozostałości nagrobków dowodzą istnienia cmentarza już pod koniec XIX wieku, co jednak nie ma potwierdzenia w ówczesnych materiałach kartograficznych. Zachowały się kamienne stele z końca XIX wieku, obiekty, które są rzadkością na cmentarzach ewangelickich w powiecie słupskim.